# 色川幸太郎
色川 幸太郎（いろかわ こうたろう、1903年1月30日 - 1993年8月5日）は日本の弁護士、最高裁判所裁判官。

## 生涯
千葉県出身。旧制土浦中学校（現在の土浦第一高等学校）、旧制第二高等学校卒業。東京帝国大学在学中に高文司法科試験に合格。1927年4月に大学卒業とともに弁護士となった。大阪の農民組合から法律顧問の水谷長三郎の後任を依頼されて大阪で開業し、関西で住むことになった。1947年、色川法律事務所を開設。
戦前は日本農民組合顧問として小作争議を支援。労働法に精通し、リベラル派として知られた。
戦中は陸軍に召集され法務将校として勤務。最終階級は法務中尉。
戦後は大阪地方公共企業体等調停委員、大阪市人事委員などを長く務め、大阪弁護士会会長も歴任。
1966年5月に最高裁判事に就任。司法ジャーナリストの野村二郎によると色川の最高裁入りについて日弁連・法務省・最高裁とも異論がなくすんなり決まったとしているが、毎日新聞社会部によると色川が労働事件の弁護士として活躍していた経歴から法務省が抵抗したものの最終的に法務省が折れたという。最高裁入りの挨拶で「アメリカにはガバメント・マインデッド・ローヤーという言葉がある。時の権力に都合のいいように考える法律家だ。（中略）裁判官はピープル・マインデッド・ローヤーでなければ」と述べた。
1973年1月に定年退官し、弁護士に復帰。退官後、在任中の意見について「どれを読み返しても間違っているとは思わない」と話す。在任中は青法協問題や宮本康昭判事補不再任問題で司法人事が揺れてた時代ではあるが、最高裁事務総局の人事について公正であったと述べている。
尚、色川法律事務所の最初のイソ弁である林藤之輔（修習1期）も1986年、最高裁判事に就任した。

## 参考書籍
- 野村二郎『最高裁全裁判官』三省堂、1986年。ISBN 4385320403。
- 毎日新聞社会部『検証・最高裁判所』毎日新聞社、1991年。ISBN 4620308358。
- 野村二郎『日本の裁判史を読む事典』自由国民社、2004年。ISBN 4426221129。